# RAC Rallye 1988
RAC rallye 1988 byla jedenáctou a současně poslední soutěží mistrovství světa v rallye 1988. Byl to již 37. ročník této soutěže. Ta měřila 2600 km. Vítězem se stal Markku Alen na voze Lancia Delta Integrale. 
Největšími favority byly jezdci týmu Lancia Alen a Mikael Ericsson a týmu Toyota Juha Kankkunen, Kenneth Eriksson a Björn Waldegaard. Za tým Ford M-Sport startovali Stig Blomqvist a Carlos Sainz a za tým Mazda Timo Salonen a Hannu Mikkola. V Británii startoval i český tým Škoda Motorsport. Týmovými jezdci byli John Haugland, Ladislav Křeček a domácí jezdce Hunt. 

## Průběh soutěže
Odpočátku se do vedení dostal Alen, který vyhrál celou první etapu. Druhý byl klasifikován Kankkunen, kterého postihl defekt. Na dalších místech se seřadili Waldegaard, Salonen, Mikkola a Arikkala, který řídil soukromou Lancii Delta. Ve třídě A do 1300 cm3 vedl Haugland, který byl celkově na 23. pozici. Třetí místo ve třídě a 32. celkově obsadil Křeček. 
Kankkunen prorazil pneumatiku i v druhé etapě, později mu vzplanul motor a měl problémy s turbodmychadlem. To znamenalo propad na šestou pozici. Stále vedl Alen, druhý Waldegaard, třetí Salonen, čtvrtý Mikkola a pátý Arikkala. 
Ve třetí etapě se vytvořilo náledí. Díky dobré volbě pneumatik se před tým Lada Motorsport a Citroën Sport prosadily vozy Škoda 130 L. Problémy s převodovkou zpomalily Alena. Naopak se dotáhl Kankkunen, který se o první místo dělil nyní s Mikkolou. Čtvrtý byl Waldegaard, pátý Salonen a šestý Arikkala. Haugland se posunul na 17. pozici a stále vedl ve své kategorii. Křeček prorazil olejovou hadici a opět se propadl na třetí místo ve třídě. Alen havaroval a nabral časovou ztrátu při návratu na trať, Waldegaard měl defekt a Ari Vatanen odstoupil po prosuše motoru.
V poslední etapě dostal vedoucí Kankkunen smyk, havaroval a nepodařilo se mu nastartovat jeho motor. Alen zaútočil a zvítězil tak před Salonenem a Waldegaardem. Haugland skončil šestnáctý a zvítězil ve třídě před Johnem Hockleyem na voze Vauxhall Nova. Křeček byl celkově 31. a třetí ve třídě.

## Výsledky
1. Markku Alen, Kivimäki - Lancia Delta Integrale
2. Timo Salonen, Silander - Mazda 323 4WD
3. Björn Waldegaard, Galagher - Toyota Celica GT-4
4. Arikkala, Murphy - Lancia Delta Integrale
5. Armin Schwarz, Hertz - Audi 200 Quattro
6. Stig Blomqvist, Melander - Ford Sierra Cosworth
7. Carlos Sainz, Louis Moya - Ford Sierra Cosworth
8. Walfridsson, Barth - Audi Quattro
9. Jonsson, Backman - Opel Kadett GSi
10. Kalle Grundell, Johansson - Peugeot 309 GTI